# 낙관
낙관(落款)은 낙성관지(落成款識)를 약한 것이다. 서화의 일단에 서명·압인하고 완성이 뜻을 표시하는 것을 말한다. 상세하게는 시구(詩句), 연월(年月), 간지(干支), 쓴 장소, 서사(書寫)의 이유, 증여할 상대방의 성호(性號)를 써넣어 서명·압인할 경우도 있다. 현재는 다만 호만을 쓰는 일이 많고, 도장 하나를 눌러서 대신할 경우도 있다. 중국회화에서는 원 이전은 거의 낙관을 하지 않았으며, 이따금 낙관할 때에는 화면을 손상시키지 않도록 돌 틈새 등에 숨겨 썼다. 이것을 은낙관(隱落款)이라고 한다.